# 莱阿尼瓦尔
莱阿尼瓦尔，是匈牙利科马罗姆-埃斯泰尔戈姆州所辖的一个村。总面积7.25平方公里，总人口1715，人口密度236.6人/平方公里（2011年1月1日）。